# Arrondissement Arcahaie

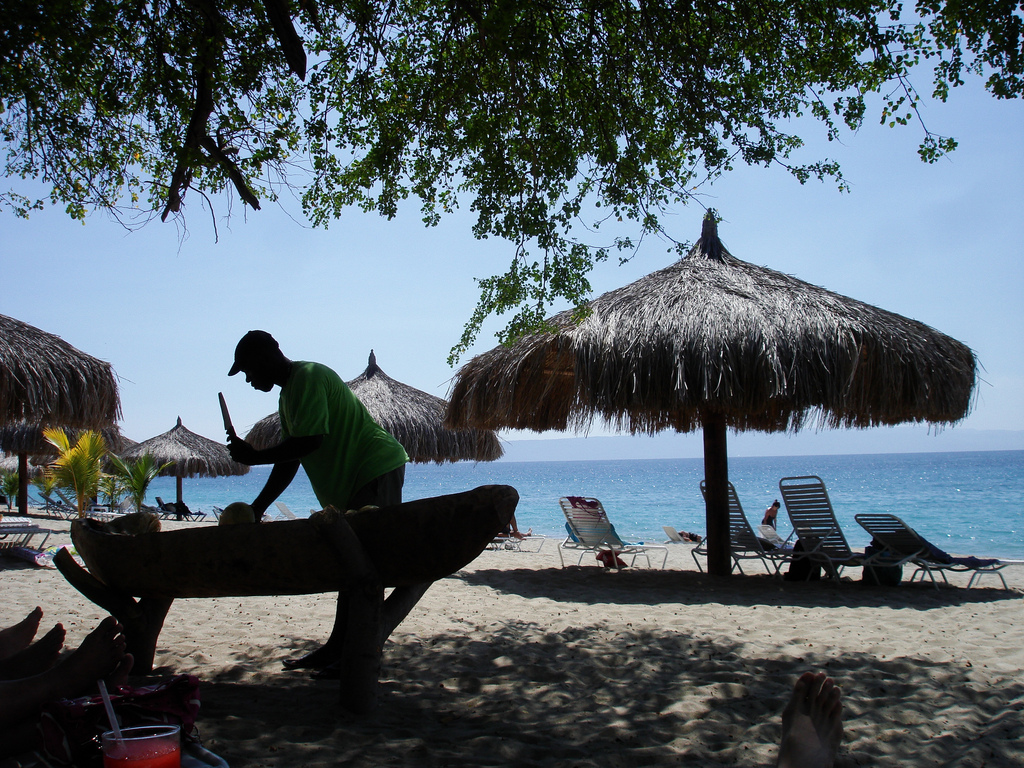
Strandszene bei Arcahaie, Golf von Gonâve

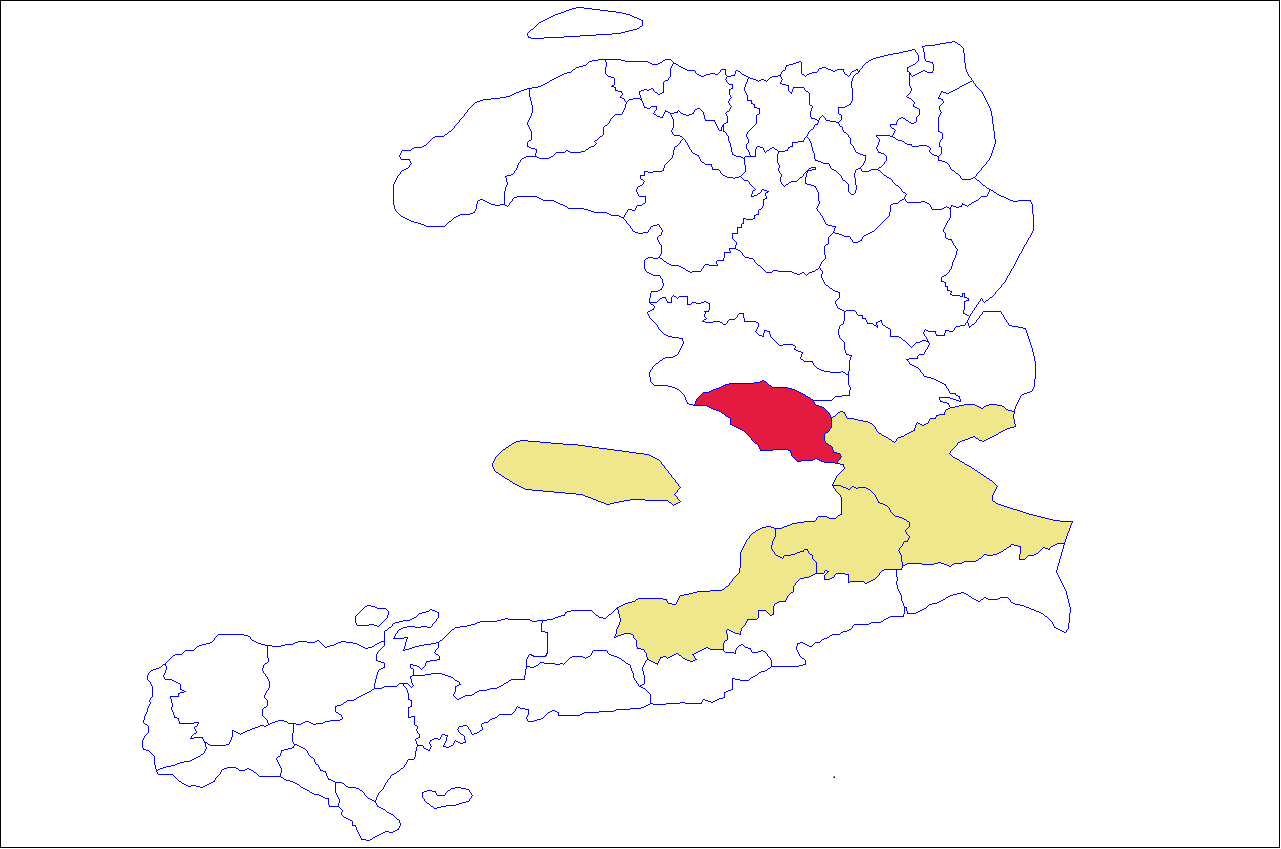
Lage des Arrondissements Arcahaie in Haiti und im Département Ouest

Das Arrondissement Arcahaie (auch: L’Arcahaie Arrondissement; haitianisch-kreolisch: Lakayè) ist eine der fünf Verwaltungseinheiten des Départements Ouest, Haiti. Hauptort ist die Gemeinde Arcahaie.

## Lage und Beschreibung
Das Arrondissement liegt im Nordwesten des Départements Ouest. In seinem Südwesten hat es eine lange und teilweise touristisch erschlossene Küste am Golf von Gonâve. Benachbart sind im Norden das Arrondissement Saint-Marc, im Osten das Arrondissement Mirebalais und im Südosten das Arrondissement Croix-des-Bouquets.
In dem Arrondissement gibt es zwei Gemeinden:
- Arcahaie (rund 131.000 Einwohner) und
- Cabaret (rund 68.000 Einwohner).

Das Arrondissement hat insgesamt rund 199.000 Einwohner (Stand: 2015).
Die Route Nationale 1 (RN-1; Port-au-Prince – Cap-Haitien) verläuft durch das Arrondissement.